# Curimus petraeus
Curimus petraeus là một loài bọ cánh cứng trong họ Byrrhidae. Loài này được Gredler miêu tả khoa học năm 1863.